# Stazione di Mezzaselva
La stazione di Mezzaselva (in tedesco Mittelwald) è una fermata ferroviaria fuori servizio posta sulla linea Brennero-Bolzano. Serviva il centro abitato di Mezzaselva, frazione del comune di Fortezza (BZ).

## Storia
La fermata è stata attivata nel 1898 a latere del casello ferroviario costruito nel 1867, per poi essere chiusa al traffico negli anni 1990.

## Strutture e impianti
La stazione vera e propria è costituita da un piccolo fabbricato viaggiatori interamente costruito in legno (atto ad ospitare biglietteria, sala d'attesa e dirigente movimento) e del tutto abbandonato. Il patrimonio edilizio consta altresì di un casello ferroviario con annesso deposito attrezzi e sottostazione elettrica. 100 m più a nord della stazione sorge un alloggio per il personale ferroviario, costruito nel 1928 su progetto dell'architetto Angiolo Mazzoni. Sia il casello che l'alloggio sono stati convertiti in abitazioni private.